# Kubiprisekan kubooktaeder
| Kubiprisekani kubooktaeder                | Kubiprisekani kubooktaeder                           |
| ----------------------------------------- | ---------------------------------------------------- |
|                                           |                                                      |
| Vrsta                                     | uniformni zvezdni polieder                           |
| Elementi                                  | F = 20, E = 72, V =48 ({\displaystyle \chi \,} = -4) |
| Stranske ploskve po stranicah             | 8{6}+6{8}+6{8/3}                                     |
| Wythoffov simbol                          | 3 4 4/3 \|                                           |
| Simetrijska grupa                         | Oh, [4,3], *432                                      |
| Bowersova okrajšava                       | Cotco                                                |
| tetradiakisni heksaeder (dualni polieder) | 6.8.8/3 slika oglišč                                 |

Kubiprisekani kubooktaeder je nekonveksni uniformni polieder, ki ima oznako U16.

## Konveksna ogrinjača
Konveksna ogrinjača je prisekani kubooktaeder.
| Konveksna ogrinjača | Kubiprisekani kubooktaeder |

## Kartezične koordinate
Kartezične koordinate oglišč so permutacije
(±(√2−1), ±1, ±(√2+1))